# Elkasai
Elkasai (Έλκασαΐ) o Elkesai (Έλκεσαΐ) o Elxai (Ήλξαί) o Elkhasí (Ήλχασΐ) va ser un profeta i fundador de la secta judeocristiana dels elkasaïtes, que es va originar a l'est del riu Jordà i que es vinculava amb els corrents gnòstics i amb el sincretisme.
Cap a l'any 100 dC Elkasai va deixar per escrit un llibre, el Llibre d'Elkasai, on parlava de la visió que havia tingut a la ciutat parta de Serae. En aquesta visió va veure un àngel alt i ben proporcionat en companyia d'altres éssers celestials femenins i que deia que era el fill de Déu. Va explicar moltes coses d'interès sobre Jesucrist, com ara el fet que havia viscut a la terra en una època anterior al seu naixement de la Verge Maria i sobre de quina manera havien de viure els homes si volien salvar-se.
Va viure a l'època de Trajà i era d'origen jueu. Es considerava inspirat per Déu i només admetia parcialment l'Antic i el Nou testament. Obligava als seus seguidors a casar-se. Deia que es podia dissimular la fe si et perseguien i adorar els ídols sense pecar si no es feia amb el cor. Deia que Crist era el Gran Rei, però no se sap si aquest era Jesucrist o un altre personatge. Condemnava els sacrificis, el foc sagrat, els altars i el costum de menjar la carn de les víctimes. Deia que res d'això ho manava la Llei, ni els patriarques ho havien fet. Elkasai deia que al costat del principi masculí, representat pel fill de Déu, n'existia un de femení, representat per l'Esperit Sant. Els seus seguidors sembla que es van unir a la secta dels Ebionites, que defensaven la necessitat de la circumcisió i de les cerimònies imposades per la Llei Judaica.
Un segle després, cap a l'any 222, el Llibre d'Elkasai es va traduir de l'arameu al grec i portat a Roma per un missioner de la comunitat parta, Alcibíades d'Apamea. L'obra va causar un gran impacte a la comunitat cristiana de la ciutat, que en aquells moments ja estava dividida en dues faccions per les disputes entre els dos aspirants a bisbe de Roma, Calixt i Hipòlit. Hipòlit ens ha transmès diversos fragments de l'obra d'Elkasai per refutar-los. De vegades argumenta que les idees bàsiques es trobaven ja a la filosofia grega o als llibres egipcis. Aquests fragments han servit als crítics actuals per a conèixer tant el fundador com a la secta dels Elkasaïtes.